# Schlacht von Talikota
Die Schlacht von Talikota (auch: Schlacht von Rakshasi-Tangadi) war eine Entscheidungsschlacht im Jahre 1565 zwischen einem Bündnis aus den islamischen Dekkan-Sultanaten und dem hinduistischen Königreich Vijayanagar. Sie fand nahe den Dörfern Rakshasi und Tangadi am Ufer des Krishna-Flusses im Norden des heutigen indischen Bundesstaates Karnataka statt. Meist wird die Schlacht aber nach dem rund 50 Kilometer nördlich gelegenen Ort Talikota, von dem aus die Truppen der Dekkan-Sultanate in die Schlacht zogen, als „Schlacht von Talikota“ bezeichnet.
Am 26. Januar 1565 verlor das Königreich Vijayanagar die Schlacht gegen die Dekkan-Sultanate. Danach plünderten die Sieger die Hauptstadt Vijayanagara. Von den Folgen dieser Schlacht konnte sich das Königreich nicht mehr erholen und verlor seine Macht in Südindien an die zunehmend selbständiger werdenden Nayak-Dynastien.